# Hamelia
Genre
Hamelia est un genre de plantes de la famille des Rubiacées.

## Liste d'espèces
Selon BioLib (17 juin 2024) :
- Hamelia axillaris Sw.
- Hamelia barbata Standl.
- Hamelia calycosa Donn.Sm.
- Hamelia longipes Standl.
- Hamelia macrantha Little
- Hamelia magnifolia Wernham
- Hamelia papillosa Urb.
- Hamelia patens Jacq.
- Hamelia rostrata Bartl. ex DC.
- Hamelia rovirosae Wernham
- Hamelia sanguinea Elias
- Hamelia ventricosa Sw.
- Hamelia xerocarpa Kuntze
- Hamelia xorullensis Kunth

Selon ITIS (17 juin 2024) :
- Hamelia axillaris Sw.
- Hamelia patens Jacq.

Selon NCBI (17 juin 2024) :
- Hamelia axillaris Sw., 1788
- Hamelia cuprea Griseb., 1861
- Hamelia papillosa Urb., 1908
- Hamelia patens Jacq., 1760
- Hamelia versicolor A.Gray, 1887
- Hamelia xorullensis Kunth, 1820

Selon Tropicos (17 juin 2024) (Attention liste brute contenant possiblement des synonymes) :
- Hamelia appendiculata C.F. Gaertn.
- Hamelia axillaris Sw.
- Hamelia barbata Standl.
- Hamelia boyacana Standl.
- Hamelia brachystemon Wernham
- Hamelia breviflora A. Rich.
- Hamelia brittoniana Wernham
- Hamelia calycosa Donn. Sm.
- Hamelia chiapensis Brandegee
- Hamelia chrysantha Sw.
- Hamelia coccinea Sw.
- Hamelia corymbosa Sessé & Moc.
- Hamelia costaricensis Standl.
- Hamelia cuprea Griseb.
- Hamelia declinata Sessé & Moc.
- Hamelia erecta Jacq.
- Hamelia glabra Lam.
- Hamelia grandiflora L'Hér.
- Hamelia haughtii Standl.
- Hamelia hypomalaca B.L. Rob.
- Hamelia intermedia Urb. & Ekman
- Hamelia klugii Standl.
- Hamelia lanuginosa M. Martens & Galeotti
- Hamelia latifolia Rchb. ex DC.
- Hamelia longipes Standl.
- Hamelia lucida Desf.
- Hamelia lutea Rohr ex Rees
- Hamelia macrantha Little
- Hamelia magnifolia Wernham
- Hamelia magniloba Wernham
- Hamelia nodosa M. Martens & Galeotti
- Hamelia ovata Wernham
- Hamelia panamensis Standl.
- Hamelia papillosa Urb.
- Hamelia patens Jacq.
- Hamelia pauciflora Willd.
- Hamelia pedicellata Wernham
- Hamelia purpurascens S.F. Blake
- Hamelia rostrata Bartl. ex DC.
- Hamelia rovirosae Wernham
- Hamelia rowleei Standl.
- Hamelia sanguinea T.S. Elias
- Hamelia scabrida Britton
- Hamelia sphaerocarpa Ruiz & Pav.
- Hamelia storkii Standl.
- Hamelia suaveolens Kunth
- Hamelia tubiflora Wernham
- Hamelia ventricosa Sw.
- Hamelia versicolor A. Gray
- Hamelia verticillata Moc. & Sessé ex DC.
- Hamelia viridifolia Wernham
- Hamelia xerocarpa Kuntze
- Hamelia xorullensis Kunth